# Linköpings budoklubb
Linköpings budoklubb (LBK), en av landets största och äldsta budoklubbar. Träningen bedrivs i flera lokaler utspridda i Linköping. De flesta av klubbens stilar tränas dock i lokaler i Ryd i Linköping. Ca 500 medlemmar tränar en eller flera av kampsporterna/stilarna: aikido, brazilian jiujitsu, iaido, jodo, ju-jutsu kai, ju-jutsu fighting, karate, kendo, kyudo, MMA och thaiboxning. Samtliga stilar är med i Svenska budo- och kampsportförbundet.

Klubben har en shihan, Anders Bergström med 8:e dan. Anders Bergström är riksinstruktör och ledamot i Svenska Ju-Jutsuförbundets tekniska kommitté.

## i LBK
Jujutsu kai och bjj erbjuder juniorträning för utövare under 15 år. Man kan börja träna när som helst under terminstid, men för vissa stilar är det lämpligast att börja i januari eller augusti.
Klubbens filosofi är att de olika stilarna ska dra nytta av varandra, därför anordnas gemensamma aktiviteter, instruktörsaktiviter och klubbfester. Har man betalt medlemsavgift i en stil får man träna alla andra stilar gratis. Dessutom händer det att instruktörer från en stil bjuds in till en annan för att instruera enstaka träningspass. 

## Organisation
Linköpings budoklubb har en styrelse som väljs på klubbens årsmöte. Som hjälp finns grupperingar med instruktörer, lokalansvariga, marknadsföring etc. som driver den dagliga verksamheten medan styrelsen fungerar som en övergripande samarbetsorgan och samordnare av funktioner som alla stilar behöver. 

## Om arterna
Aikido: japansk kampkonst med mycket grepp och kast, men helt utan tävling eller strid. Målet är att eliminera våld. 
Brazilian jiujitsu (BJJ): intensiv och fysiskt krävande markkamp med hårda tag och utstrypningar. Både träningar i gi och i submission wrestling.
Iaido: japansk svärdsträning där man kan träna med riktiga svärd genom att träna mot tänkta motståndare. Tävling sker i form av uppvisning med domarbedömning.
Jodo: en trästav är allt som behövs för att försvara sig mot en svärdsattack i denna kampkonst, som främst tränas i par. Mycket träning av rörlighet och kroppskontroll.
Ju-jutsu kai: självförsvar, motion och idrott – jujutsun strävar efter att vara både allsidig träning och praktiskt användbar.  Klubben har en shihan, Anders Bergström med 8:e dan. Anders Bergström är riksinstruktör och ledamot i Svenska Ju-Jutsuförbundets tekniska kommitté.
Kendo: japansk fullkontaktsfäktning med bambusvärd, rustning och höga skrik. Målet är att behålla ett inre lugn i detta yttre kaos (och förstås att vinna!).
Kyudo: japanskt bågskytte med den vackra asymmetriska pilbågen, där stort fokus ligger på koncentration och att träna för att nå en inre harmoni.
MMA: har utvecklats för att kunna träna och tävla med så få begränsningar som möjligt utan att göra avkall på utövarnas säkerhet. Har rötter i både västerländsk och österländsk kampkonst.
Ju-jutsu fighting: är ett tävlingsinriktat system med slag, sparkar, grepp och kast, och med rörelseglädje som mål.
Thaiboxning: är som namnet antyder en thailändsk kampkonst som kan beskrivas som boxning med sparkar och knätekniker.

## Historik
- 1958 - Linköpings budoklubb startar som en judoklubb under namnet Linköpings judoklubb
- 1969 - Ju-jutsusektionen bildas
- 1972 - Linköpings judoklubb byter namn till Linköpings budoklubb
- 1974 - Karatesektionen bildas
- 1990 - Judosektionen lämnar LBK och bildar en egen klubb
- 1990 - Kendo- och iaidosektionen bildas
- 1993 - Ju-jutsusektionen inviger nya lokaler i Ryds centrum
- 1998 - Aikidosektionen bildas
- 2000 - Tai Chi Chuan-sektionen bildas
- 2009 - Tai Chi Chuan lämnar LBK och bildar egen klubb: Linköping Practial Tai Chi Chuan
- 2012 - Kyudo- och thaiboxningsträning startar inom kendo- respektive ju-jutsusektionen.
- 2014 - Jodo startar inom kendosektionen
- 2023 - Karaten lämnar LBK efter 48 år och bildar egen förening